# چمن خار پشتی
چمن خار پشتی (نام علمی: Echinaria) نام یک سرده از تیره گندمیان است.